# Harina de coca
La harina de coca es un polvo elaborado a partir de la molienda de las hojas secas de las plantas de la coca Erythroxylum coca y Erythroxylum novogranatense. Se produce y distribuye en Argentina, Bolivia, Colombia y Perú como suplemento nutricional y por sus efectos medicinales.

## Descripción
La harina de coca es un polvo de color verde, con el sabor y aroma característico de las hojas de las plantas de la coca. El nivel de humedad va de 8 a 12 %. A partir de la harina es posible elaborar galletas, alfajores, panetones, barras energéticas y helados, entre otros productos.

## Componentes
Un estudio de la Universidad de Harvard de 1975 sobre el valor nutricional de la coca conducido por Duke, Aulik y Plowman mostró los micronutrientes disponibles en 100 mg de hojas de coca secadas al sol en base a muestras de Bolivia y Perú.
Un estudio liderado por Mary E. Penny el 2009 mostró los siguientes resultados en cuanto a los componentes de la harina de coca en base a 8 fuentes distintas en Perú (de las regiones de Ayacucho, Cusco, Huánuco, Puno, San Martín, Ucayali y de la Empresa Nacional de la Coca):
- Aminoácidos esenciales: histidina, isoleucina, leucina, lisina, metionina, fenilalanina, treonina, triptófano, valina
- Aminoácidos no esenciales: cisteína, tirosina
- Elementos químicos esenciales: calcio, hierro, zinc, magnesio
- Metabolitos secundarios: polifenoles, ácido oxálico, ácido fítico
- Otros componentes: clorofila, taninos y fibra alimentaria.[5]

Las hojas de coca también contienen los alcaloides siguientes: cocaína, higrina, cuscohigrina, cinamilcocaína con sus isómeros trans cinamilcocaína y cis cinamilcocaína.

## Propiedades medicinales
Se han evaluado y confirmado los siguientes efectos biológicos de la hoja de coca: estimulante del sistema nervioso central, antioxidante, antiartrítico (reduce la resorción ósea), antiviral, antibacteriano, citotóxico, analgésico, mal de altura, anestésico, hemostático, cardiotónico, antianémico, actividad anoréxica, hipoglucemiante, y antiulcerogénico.

### Estudios
Un estudio publicado el 2017 por la Universidad Nacional Mayor de San Marcos en Lima evaluó el efecto del consumo de harina de coca en mujeres posmenopáusicas, y analizó su capacidad antioxidante. Se proporcionó 4 g de hoja de coca pulverizada en agua diariamente a 21 mujeres durante 90 días, 2 g en la mañana en ayunas y 2 g al mediodía. Se tomaron muestras de sangre al inicio, a los 45 días y a los 90 días. Al final del periodo de prueba, el marcador de resorción ósea NTX1 disminuyó significativamente después del consumo de coca y el marcador de formación ósea P1NP mostró una diferencia positiva de medianas. En cuanto la capacidad antioxidante, se evaluó a través del extracto acuoso y los resultados mostraron actividad antioxidante a través de la captación de radicales libres (ABTS.+) y el potencial reductor de hierro (FRAP).